# Revolta dels Ja'un-i Qurban i mort del darrer Kart (1389)
La Revolta dels Ja'un-i-Qurban i mort del darrer Kart (1389) va ser una revolta que va tenir lloc a l'Àsia Central, durant el regnat del Khanat de Khwarezm, el 1389 i no va reeixir. Aquest aixecament va ser protagonitzat pel poble Ja'un-i-Qurban, un grup ètnic que es va rebel·lar contra l'autoritat del govern de Khwarezm. La revolta va culminar amb la mort del darrer Kart, líder del règim de Khwarezm, en un context de tensions polítiques i socials derivades de la seva política opressiva. Aquest esdeveniment va ser significatiu en la història de la regió, ja que va marcar el final d'una etapa de domini dels Kart i va obrir el camí a una nova era de canvis en el poder i la política de l'Àsia Central.

## Desenvolupament
Estant a Alkuchun al final de la lluita contra Toktamix (vegeu segona guerra de Transoxiana (1388-1389)), Timur va rebre la noticia de la revolta de l'amir Hajji Beg (germà petit d'Ali Beg ibn Arghun Shah, l'antic amir dels Ja'un-i Qurban) amb les guarnicions de Tus i Kalat i aliat a alguns membres dels sarbadars. Va enviar a reprimir-la al seu fill Miran Shah. Aquest va arribar a la regió de Bahrabard on va trobar a les forces del sarbadàrida rebel a las que va atacar i va derrotar; només el cap rebel Malek va poder fugir ferit, amb dos o tres guàrdies, cap a Pèrsia. Mentre l'amir Ak Bugha que havia sortit d'Herat per combatre la rebel·lió, va assetjar Tus i la va prendre després de la fugida d'Hajji Beg ibn Arghun Shah. Aquest va arribar a Semnan, però fou apresat pel sayyid de Hazarjerib que el va entregar a Miran Shah que el va fer executar.

## Mort de Pir Muhammad Kart (1389)
El 1389 Miran Shah va matar Pir Muhammad ibn Ghiyath al-Din, i al seu fill Mahmud ibn Pir Muhammad, els darrers supervivents de la dinastia kart. Segons una història, va tallar el cap del príncep enmig d'un banquet amb molta beguda, acte que després va culpar a les grans quantitats de vi que havia consumit.